# Gouverneur de Campeche
Le gouverneur de Campeche (en espagnol : Gobernador de Campeche) est le chef du pouvoir exécutif de l'État de Campeche au Mexique.
La fonction est occupée par Layda Sansores (MORENA) depuis le 16 septembre 2021.

## Élection
Le gouverneur est élu au suffrage universel pour un mandat de six ans et n'est pas rééligible. La dernière élection a eu lieu le 6 juin 2021.